# Войско Литовское (1918—1940)

Государственный (военный) флаг Литвы межвоенного образца.

Межвоенное Во́йско Лито́вское (лит. Tarpukario Lietuvós kariuómenė) — термин в литовской истореографии описывающий период истории регулярной литовской армии Литовской Республики, в 1918—1940 годах, до потери ею своей независимости.
После восстановления Литовской Республики в 1990 году - Войско Литовское было восстановлено.

## Истоки
Вооружённые силы, существовавшие в Литве в ~1236—1251 и 1263—1569 годах назывались Войском Великого Княжества Литовского (лит. Lietuvos Didžiosios Kunigaikštystės kariuomenė), в 1569—1795 годах — Войском Республики Польской Короны и Великого Княжества Литовского (лит. Lenkijos Karunos ir Lietuvos Didžiosios Kunigaikštystės Respublikos kariuomenė).

## Главнокомандующие
- с 7 мая 1919 года по 26 сентября 1919 года — генерал Сильвестрас Жукаускас
- с 7 октября 1919 по 23 февраля 1920 года — генерал-лейтенант Пранас Лиетукас
- с 23 февраля 1920 года по 14 июня 1920 года — генерал Сильвестрас Жукаускас
- с 9 апреля 1920 по 7 июля 1920 года — генерал Йонас Галведис-Бикаускас
- с 7 июля 1920 по 7 апреля 1921 года — генерал-лейтенант Константинас Жукас
- с 29 мая 1921 по 11 февраля 1922 года — генерал-лейтенант Юозас Краучявичюс
- с 11 февраля 1922 года до 5 июня 1923 года — генерал-лейтенант Юозас Станайтис
- с 6 июня 1923 года по 26 января 1928 года — генерал Сильвестрас Жукаускас
- с 1928 года по 1929 год — генерал Повилас Плехавичюс (и. о.)
- с 1929 года по 1934 год — генерал Пятрас Кубилюнас (и. о.)
- с 1934 года по 1935 год — бригадный генерал Йонас Чернюс (и. о.)
- с 1 января 1935 года по 22 апреля 1940 года — дивизионный генерал Стасис Раштикис
- с 22 апреля по 12 июля 1940 года — дивизионный генерал Винцас Виткаускас

## Рода войск
- Генеральный штаб и другие штабы
- Пехота
- Артиллерия
- Кавалерия
- Технические части (инженерия, снабжение, железнодорожные войска, войска связи и транспорта, воздушная оборона, бронетанковые части)
- Военные комендатуры

## Состав Войска Литовского состоянию на 1940 год

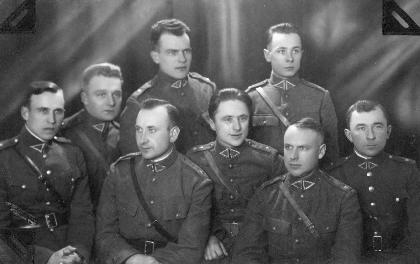
Литовские офицеры (1929-1931 года)

### Высшее военное управление
- Совет Национальной обороны
- Генеральный штаб
  - Военная разведка

### Местное военное управление
- Военная комендатура: Алитусского уезда, Биржайского уезда, города Каунаса и его уезда, Кедайняйского уезда, Кретингского уезда, Мариямпольского уезда, Мажейкяйского уезда, Паневежского уезда, Рассеняйского уезда, Рокишского уезда, Сейнского уезда, Шакяйского уезда, Шауляйского уезда, Швенчёнельского уезда, Таурагийского уезда, Тельшяйского уезда, Трокского уезда, Укмергского уезда, Утенского уезда, Зарасай (Ежеренай), Вильнюса.
- Железднодорожная военная комендатура
- Комендатура полигона

### Сухопутная армия

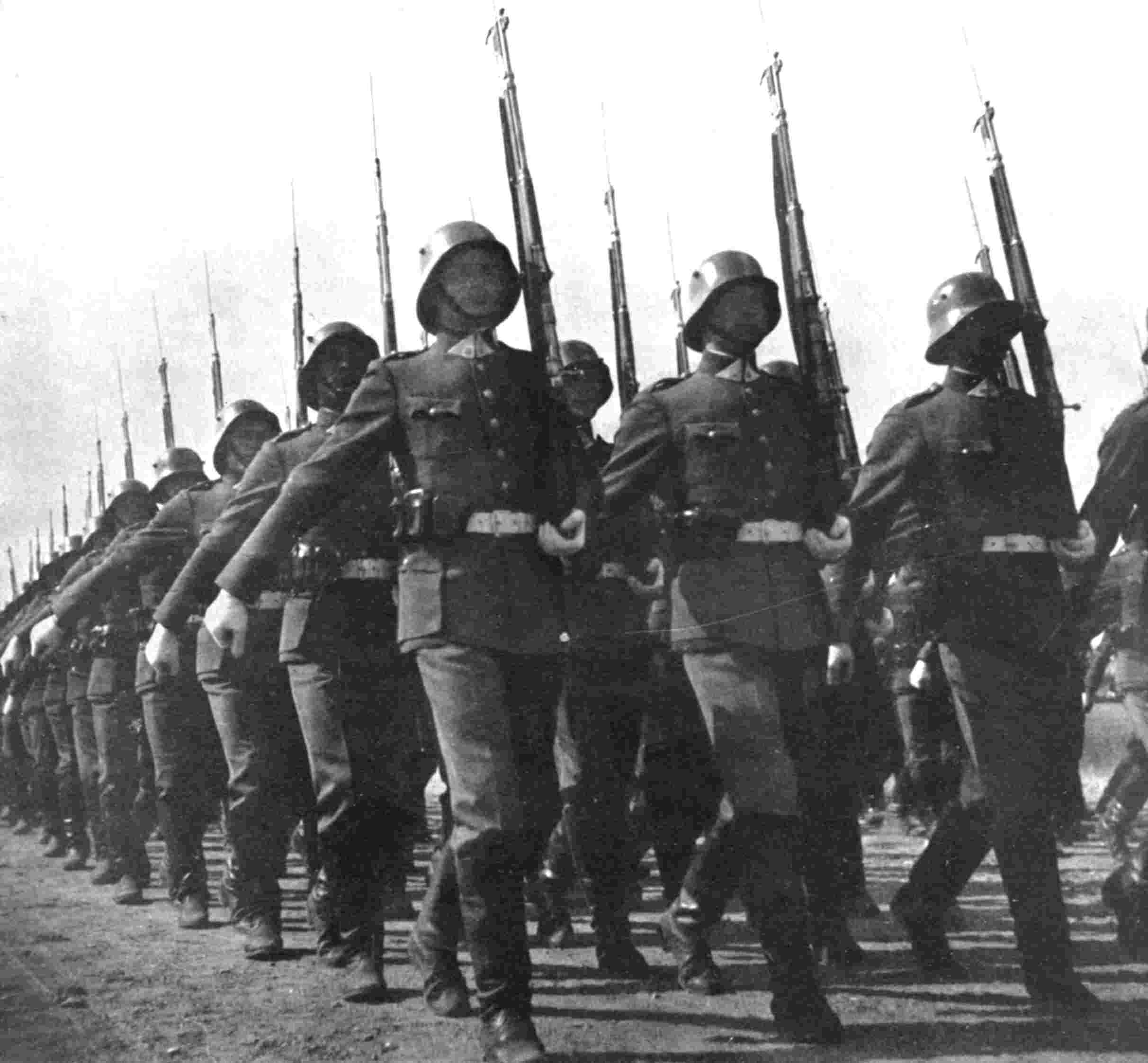
Литовская пехота

#### 1-я дивизия(Каунас)
- Штаб дивизии
- 1-й пехотный полк «Великий князь Литовский Гядими́нас» (Каунас)
- 2-й пехотный полк «Великий князь Литовский А́льгирдас»  (Каунас)
- 5-й пехотный полк «Великий князь Литовский Кясту́тис»  (Каунас)
- 1-й артиллерийский полк (Каунас)
- Запасной артиллерийский полк

#### 2-я дивизия (Шяуляй)
- Штаб дивизии
- 3-й пехотный полк «Великий князь Литовский Ви́таутас»   (Шяуляй)
- 4-й пехотный полк «Великий князь Литовский Ми́ндаугас»  (Паневежис)
- 8-й пехотный полк «Великий князь Каунасский Ва́йдотас»   (Шяуляй)
- 2-й артиллерийский полк (Шяуляй)

#### 3-я дивизия (Вилкавишкис)
- Штаб дивизии
- 7-й пехотный полк «Великий князь Жямайтов Бутиге́йдис»  (Вилкавишкис)
- 9-й пехотный полк «Великий князь Литовский Витя́нис»  (Мариямполе)
- 3-й артиллерийский полк (Вилкавишкис)

Отряд противовоздушной обороны

#### Кавалерийская бригада

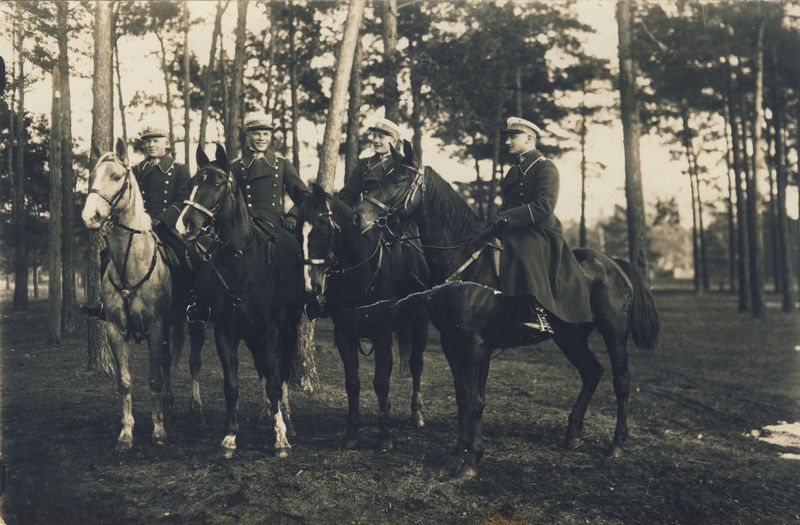
Уланы

- 1-й Гусарский полк «Великий гетман Литовский Януша Радвилла»
  - Конная артиллерийская группа
- 2-й Уланский полк «Великий князь Великая княгиня Литовская Бируте»
  - Конная артиллерийская группа
- 3-й Драгунский полк «Железный волк»
  - Конная артиллерийская группа

#### Техническое командование
- 1-й батальон инженерии
- 2-й батальон инженерии
- 1-й батальон свзяи
- Автомобильный отряд
- Бронеотряд

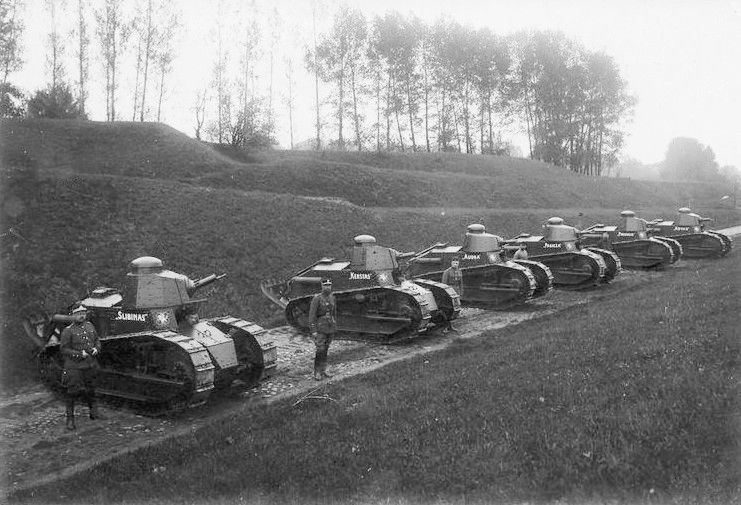
Танки Рено FT

- Учебный корабль LKL «Prezidentas Smetona»

#### Учебные заведения
- Высшая военная школа
- Военная школа
  - Артиллерийская группа

### Военная авиация

На одном из аеродромов ВВС Литвы.

- Штаб военной авиации
- Комендатура военной авиации

#### Разведывательная группа,Панявежис
- 2-я эскадрилья (ANBO-41)
- 6-я эскадрилья (ANBO-41 и ANBO-IV)
- 8-я эскадрилья (ANBO-IV)

#### Истребительная группа,Каунас
- 1-я эскадрилья (Dewoitine D-501L)
- 5-я эскадрилья (Gloster «Gladiator»)
- 7-я эскадрилья (FIAT CR.20)

#### Бомбардировочная группа,Шяуляй

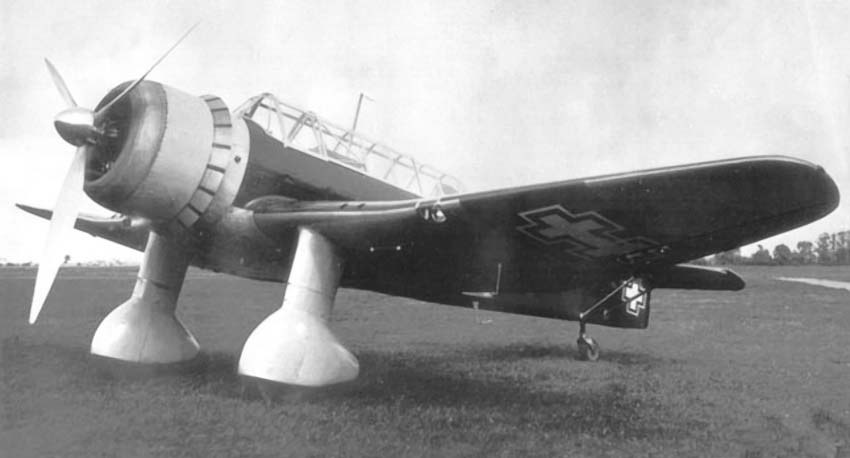
Многоцелевой штурмовик-бомбардировщик ANBO-VIII

- 3-я эскадрилья (Ansaldo A.120)
- 4-я эскадрилья (ANBO-41)

#### Отдел снабжения
- Каунасские мастерские авиации
- Метеореологическая служба

#### Учебные заведения
- Школа военной авиации
- Учебная группа, Каунас (ANBO-III, ANBO-V, ANBO-51, ANBO-VI и др.)

## Звания

### 1936-1939

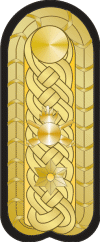
Парадный погон для младших и средних офицеров (лейтенант артиллерии)
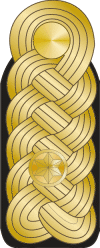
Парадный погон старших офицеров (майор артиллерии)
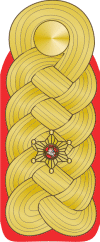
Парадный погон для генералов (бригадный генерал)

| Офицеры                                   | Офицеры           | Офицеры                                 | Офицеры                              | Офицеры               | Офицеры                                     | Офицеры         | Офицеры           | Офицеры                                  | Офицеры               | Офицеры        |
| ----------------------------------------- | ----------------- | --------------------------------------- | ------------------------------------ | --------------------- | ------------------------------------------- | --------------- | ----------------- | ---------------------------------------- | --------------------- | -------------- |
|                                           | Высшие офицеры    | Высшие офицеры                          | Высшие офицеры                       | Старшие офицеры       | Старшие офицеры                             | Старшие офицеры | Младшие офицеры   | Младшие офицеры                          | Младшие офицеры       | Курсанты       |
| Погоны к повседневной форме одежды        |                   |                                         |                                      |                       |                                             |                 |                   |                                          |                       |                |
| Звание                                    | Генерал Generolas | Дивизионный генерал Divizijos generolas | Бригадный генерал Brigados generolas | Полковник Pulkininkas | Полковник-лейтенант Pulkininkas leitenantas | Майор Majoras   | Капитан Kapitonas | Старший-лейтенант Vyresnysis leitenantas | Лейтенант Leitenantas | Юнкер Kariūnas |
| Соответствующее звание вооружённых сил РФ | Генерал-полковник | Генерал-лейтенант                       | Генерал-майор                        | Полковник             | Подполковник                                | Майор           | Капитан           | Лейтенант                                | Младший лейтенант     | Курсант        |

| Унтер-офицеры и солдаты                   | Унтер-офицеры и солдаты                       | Унтер-офицеры и солдаты              | Унтер-офицеры и солдаты | Унтер-офицеры и солдаты               | Унтер-офицеры и солдаты | Унтер-офицеры и солдаты |
|                                           | Унтер-офицеры и солдаты                       | Унтер-офицеры и солдаты              | Унтер-офицеры и солдаты | Унтер-офицеры и солдаты               | Унтер-офицеры и солдаты | Унтер-офицеры и солдаты |
| ----------------------------------------- | --------------------------------------------- | ------------------------------------ | ----------------------- | ------------------------------------- | ----------------------- | ----------------------- |
| Погоны к повседневной форме одежды        |                                               |                                      |                         |                                       |                         |                         |
| Звание                                    | Старший унтер-офицер Vyresnysis puskarininkis | Старший сержант Vyresnysis seržantas | Сержант Seržantas       | Младший сержант Jaunesnysis seržantas | Капрал Grandinis        | Рядовой Eilinis         |
| Соответствующее звание вооружённых сил РФ | Старший прапорщик                             | Старший сержант                      | Сержант                 | Младший сержант                       | Ефрейтор                | Рядовой                 |

## Видеохроника
- Танковые войска Литвы в межвоенный период (цветная хроника)
- Воздушные войска Литвы в межвоенный период (цветная хроника)